# Robert McWade
Robert McWade (Buffalo, 25 gennaio 1872 – Culver City, 19 gennaio 1938) è stato un attore statunitense.

## Filmografia parziale
- Il pugnale cinese (The Kennel Murder Case), regia di Michael Curtiz (1933)
- La grande gabbia (The Big Cage), regia di Kurt Neumann (1933)
- The Dragon Murder Case, regia di H. Bruce Humberstone (1934)
- La carne e l'anima (Society Doctor), regia di George B. Seitz (1935)
- Anything Goes, regia di Lewis Milestone (1936)
- L'ultima partita (15 Maiden Lane), regia di Allan Dwan (1936)